# 올 댓 재즈 (영화)
《올 댓 재즈》(All That Jazz)는 미국에서 제작된 밥 포시 감독의 1979년 뮤지컬, 드라마, 판타지 영화이다. 로이 샤이더 등이 주연으로 출연하였다.
2001년 이 영화는 미국 의회도서관에 의해 문화적으로, 역사적으로, 미적으로 중요성을 인정받아 미국 국립영화등기부에 선정, 보존되었다.

## 줄거리
조 기디언은 최신 브로드웨이 뮤지컬 'NY/LA'의 무대 연출과 자신이 감독한 할리우드 영화 '스탠드업'의 편집을 동시에 진행하며 균형을 맞추려 애쓰는 연극 감독이자 안무가이다. 그는 알코올 중독자이자 줄담배를 피우는 일 중독자이며, 수많은 여성들과 끊임없이 시시덕거리며 성적인 관계를 맺는 바람둥이다. 매일 아침, 그는 안토니오 비발디의 음악이 담긴 테이프를 틀고 바이신, 알카셀처, 덱세드린을 복용하며 하루를 시작하고, 항상 거울을 보며 "쇼타임이다, 여러분!"이라고 말하며 마무리한다. 조의 전처인 오드리 파리는 쇼 제작에 참여하고 있지만, 그의 바람피는 행동을 못마땅해한다. 한편, 그의 여자친구 케이티 재거와 딸 미셸은 그와 함께 지낸다. 그는 상상 속에서 나이트클럽에서 '앙헬리크'라는 이름의 죽음의 신과 시시덕거리며 자신의 삶에 대해 이야기한다.
조는 편집 작업에 계속 불만을 품고 하나의 독백에 사소한 변경을 반복하며, 댄서들과 안무에 대한 분노를 표출한다. 이는 리허설 중 상의를 탈의한 여성들의 고도로 성적인 장면으로 이어져 쇼의 짠돌이 후원자들을 좌절시킨다. 그의 삶에서 몇 안 되는 기쁨의 순간 중 하나는 케이티와 미셸이 '스탠드업'의 개봉을 기념하며 조를 위해 포시 스타일의 춤을 선보일 때 찾아오고, 이는 그를 눈물짓게 한다. 'NY/LA'의 대본 리딩 중 조는 심한 가슴 통증을 겪고 심한 협심증으로 병원에 입원한다.
조는 자신의 증상을 대수롭지 않게 여기고 리허설에 가려 하지만, 의사 진찰실에서 쓰러져 몇 주간 입원하여 심장을 쉬게 하고 피로에서 회복하라는 지시를 받는다. 'NY/LA'는 연기되지만, 기디언은 병원 침대에서도 담배를 피우고 술을 마시며 끝없이 여성들을 방으로 불러들이는 등 평소의 기행을 계속한다. 그러는 동안 그의 건강은 계속 악화되지만, 오드리와 케이티는 그를 지지하며 곁을 지킨다. 조가 입원한 동안 개봉된 '스탠드업'은 재정적으로 성공했음에도 불구하고 부정적인 평을 받고, 기디언은 대규모 관상동맥 질환을 겪는다.
조가 관상동맥우회로이식술을 받는 동안, 'NY/LA'의 제작자들은 돈을 회수하고 이익을 얻는 가장 좋은 방법이 기디언의 죽음에 베팅하는 것임을 깨닫는다. 보험금은 50만 달러 이상의 이익을 가져다줄 것이었다. 기디언이 생명 유지 장치에 의존하게 되면서, 그는 자신의 딸, 아내, 여자친구가 출연하는 화려한 뮤지컬 꿈 장면을 머릿속으로 연출하고, 이들은 모두 그의 행동을 질책한다. 그는 죽음을 피할 수 없음을 깨닫고 또 다른 심장마비를 겪는다.
의사들이 그를 살리려 할 때, 조는 그들 몰래 병원 침대에서 도망쳐 병원 지하와 부검실을 둘러본 후 다시 돌아가게 된다. 그는 자신이 편집했던 스탠드업 코미디 루틴에 나오는 죽음의 5단계인 분노, 부정, 타협, 우울, 수용을 거친다. 그가 죽음에 가까워질수록 그의 꿈 장면은 점점 더 환각적으로 변한다. 의사들이 그를 살리기 위해 다시 한번 노력할 때, 조는 과거의 모든 사람들이 출연하는 기념비적인 버라이어티 쇼를 상상하며, 그가 광범위한 뮤지컬 넘버("Bye Bye Life", "Bye Bye Love"의 기발한 패러디)에서 중심 무대에 선다. 죽어가는 꿈속에서 조는 병원 침대에서는 할 수 없었던 가족과 지인들에게 감사할 수 있었고, 그의 공연은 엄청난 기립 박수를 받는다. 조는 마침내 복도를 따라 걸어 앙헬리크를 만나는 꿈을 꾼다. 한편, 그의 시신은 시신 가방에 담겨 지퍼가 잠긴다.

## 출연

### 주연
- 로이 샤이더

### 조연
- 제시카 랭
- 앤 레인킹
- 리랜드 팔머

## 기타
- 협력프로듀서: 울프강 글래츠
- 협력프로듀서: 케네스 우트
- 미술: 필립 로젠버그
- 미술: 토니 월톤
- 의상: 알버트 울스키
- 배역: 하워드 퓨어
- 배역: 제레미 리저
- 안무: 밥 포시